# 56. Tony-gála
Az 56. Tony-gála a 2001/2002-es szezon legjobb Broadway színházi alakításait értékelte. A díjátadót 2002. június 2-án tartották a New York-i Radio City Music Hallban, a műsor házigazdái Bernadette Peters éd Gregory Hines voltak. A ceremóniát a CBS és az első tíz kategóriáig a PBS televízióadó közvetítette élőben.

## Győztesek és jelöltek
A nyertesek félkövérrel jelölve.
| Legjobb színdarab | Legjobb musical |
| --- | --- |
| - De ki az a Szilvia? – Edward Albee - Kegyelemkenyéren – Mike Poulton - Metamorphoses – Mary Zimmerman - Topdog/Underdog – Suzan-Lori Parks | - Thoroughly Modern Millie - Mamma Mia! - Sweet Smell of Success - Urinetown |
| Legjobb színdarab újra a színpadon | Legjobb musical újra a színpadon |
| - Magánélet - A salemi boszorkányok - Morning's at Seven - Függöny fel! | - Vadregény - Oklahoma! |
| Legjobb férfi főszereplő színdarabban | Legjobb női főszereplő színdarabban |
| - Alan Bates – Kegyelemkenyéren (Vassily Semyonitch Kuzovkin) - Billy Crudup – Az elefántember (John Merrick) - Liam Neeson – A salemi boszorkányok (John Proctor) - Alan Rickman – Magánélet (Elyot Chase) - Jeffrey Wright – Topdog/Underdog (Lincoln)                                                        | - Lindsay Duncan – Magánélet (Amanda Prynne) - Kate Burton – Hedda Gabler (Hedda Gabler) - Laura Linney – A salemi boszorkányok (Elizabeth Proctor) - Helen Mirren – Haláltánc (Alice) - Mercedes Ruehl – De ki az a Szilvia? (Stevie)                                                       |
| Legjobb férfi főszereplő musicalben | Legjobb női főszereplő musicalben |
| - John Lithgow – Sweet Smell of Success (J.J. Hunsecker) - Gavin Creel – Thoroughly Modern Millie (Jimmy Smith) - John McMartin – Vadregény (Narrátor/Rejtélyes férfi) - Patrick Wilson – Oklahoma! (Curly) - John Cullum – Urinetown (Caldwell B. Cladwell)                                                    | - Sutton Foster – Thoroughly Modern Millie (Millie Dillmount) - Louise Pitre – Mamma Mia! (Donna Sheridan) - Vanessa L. Williams – Vadregény (A boszorkány) - Nancy Opel – Urinetown (Penelope Pennywise) - Jennifer Laura Thompson – Urinetown (Hope Cladwell)                              |
| Legjobb férfi mellékszereplő színdarabban | Legjobb női mellékszereplő színdarabban |
| - Frank Langella – Kegyelemkenyéren (Flegont Alexandrovitch Tropatchov) - Brian Murray – A salemi boszorkányok (Danforth) - William Biff McGuire – Morning's at Seven (Theodore Swanson) - Sam Robards – The Man Who Had All the Luck (Gustav Eberson) - Stephen Tobolowsky – Morning's at Seven (Homer Bolton) | - Katie Finneran – Függöny fel! (Brooke Ashton) - Kate Burton – Az elefántember (Pinhead/Mrs. Kendal ) - Elizabeth Franz – Morning's at Seven (Aaronetta Gibbs) - Estelle Parsons – Morning's at Seven (Cora Swanson) - Frances Sternhagen – Morning's at Seven (Ida Bolton)                 |
| Legjobb férfi mellékszereplő musicalben | Legjobb női mellékszereplő musicalben |
| - Shuler Hensley – Oklahoma! (Jud Fry) - Gregg Edelman – Vadregény (A Farkas / Hamupipőke hercege) - Brian d'Arcy James – Sweet Smell of Success (Sidney Falco) - Marc Kudisch – Thoroughly Modern Millie (Trevor Graydon) - Norbert Leo Butz – Thou Shalt Not (Camille Raquin)                                 | - Harriet Sansom Harris – Thoroughly Modern Millie (Ms. Meers) - Andrea Martin – Oklahoma! (Eller) - Judy Kaye – Mamma Mia! (Rosie Mulligan) - Laura Benanti – Vadregény (Hamupipőke) - Spencer Kayden – Urinetown (Little Sally)                                                            |
| Legjobb szövegkönyv musicalben | Legjobb eredeti zene |
| - Greg Kotis – Urinetown - Catherine Johnson – Mamma Mia! - John Guare – Sweet Smell of Success - Richard Morris, Dick Scanlan – Thoroughly Modern Millie | - Urinetown – Mark Hollmann (zene és dalszöveg), Greg Kotis (dalszöveg) - Sweet Smell of Success – Marvin Hamlisch (zene), Craig Carnelia (dalszöveg) - Thoroughly Modern Millie – Jeanine Tesori (zene), Dick Scanlan (dalszöveg) - Thou Shalt Not – Harry Connick, Jr. (zene és dalszöveg) |
| Legjobb díszlettervezés | Legjobb jelmeztervezés |
| - Tim Hatley – Magánélet - Daniel Ostling – Metamorphoses - Douglas W. Schmidt – Vadregény - John Lee Beatty – Morning's at Seven | - Martin Pakledinaz – Thoroughly Modern Millie - Jenny Beavan – Magánélet - Susan Hilferty – Vadregény - Jane Greenwood – Morning's at Seven |
| Legjobb látványtervezés | Legjobb zenekar |
| - Brian MacDevitt – Vadregény - David Hersey – Oklahoma! - Natasha Katz – Sweet Smell of Success - Paul Gallo – A salemi boszorkányok | - Doug Besterman, Ralph Burns– Thoroughly Modern Millie - Benny Andersson, Björn Ulvaeus, Martin Koch – Mamma Mia! - William David Brohn – Sweet Smell of Success - Bruce Coughlin – Urinetown                                                                                               |
| Legjobb színdarabrendező | Legjobb musicalrendező |
| - Mary Zimmerman – Metamorphoses - Howard Davies – Magánélet - Richard Eyre – A salemi boszorkányok - Daniel Sullivan – Morning's at Seven | - John Rando – Urinetown - James Lapine – Vadregény - Michael Mayer – Thoroughly Modern Millie - Trevor Nunn – Oklahoma! |
| Legjobb koreográfia | Legjobb színházi esemény |
| - Rob Ashford – Thoroughly Modern Millie - John Carrafa – Urinetown - John Carrafa – Vadregény - Susan Stroman – Oklahoma! | - Elaine Stritch at Liberty - Bea Arthur on Broadway - Barbara Cook in Mostly Sondheim - Sexaholix.. A Love Story |

### Különdíjak
- A legjobb körzeti színház: Williamstown Theatre Festival
- Színházi életműdíj: Robert Whitehead, Julie Harris

## Előadott számok
- Vadregény ("Children Will Listen", "Ever After", "Into the Woods" — Vanessa Williams, John McMartin)
- Mamma Mia! ("I Have a Dream", "Money, Money, Money", "Mamma Mia", "Chiquitita" and "Dancing Queen" — Louise Pitre, Judy Kaye, Karen Mason, Tina Maddigan)
- Thoroughly Modern Millie ("Forget About the Boy"/"Thoroughly Modern Millie" — Sutton Foster, Anne L. Nathan, Casey Nicholaw, Noah Racey)
- Sweet Smell of Success: ("Dirt" — John Lithgow)
- Urinetown ("Run, Freedom, Run" — Hunter Foster, Spencer Kayden, Jeff McCarthy)
- Oklahoma! ("The Farmer and the Cowman")[4]

## Fordítás
- Ez a szócikk részben vagy egészben  a(z)   56th Tony Awards című angol Wikipédia-szócikk fordításán alapul.  Az eredeti cikk szerkesztőit annak laptörténete sorolja fel. Ez a jelzés csupán a megfogalmazás eredetét és a szerzői jogokat jelzi, nem szolgál a cikkben szereplő információk forrásmegjelöléseként.